# Партия демократических реформ
Партия Демократических Реформ (рус.-дореф. Партія Демократическихъ Реформъ) — либеральная политическая партия в России, существовавшая в начале XX века.

## История
Основана в январе 1906 группой членов Конституционно-демократической партии, считавших её программу слишком левой. Лидерами партии были: М. М. Ковалевский, М. М. Стасюлевич, И. И. Иванюков, В. Д. Кузьмин-Караваев, К. К. Арсеньев. Печатными органами партии были газета «Страна» и журнал «Вестник Европы».
Партия демократических реформ была малочисленной — численность колебалась от 1 до 2 тыс. человек. В первой Государственной думе партия имела четырёх депутатов, во 2-й — одного. В конце 1907 влилась в Партию мирного обновления.